# Pas de week-end pour notre amour
Pour plus de détails, voir Fiche technique et Distribution.
Pas de week-end pour notre amour est un film français de Pierre Montazel sorti en 1950.

## Synopsis
L'annonce du futur mariage de Franck Reno, une vedette de la chanson, adulée par des milliers d'admiratrices, provoque un émoi considérable dans le monde entier.
Pour calmer la folie collective qui s'est emparée de ses fans, le chanteur doit les rencontrer lors d'une soirée qui se trouve être celle de ses fiançailles. Or, à sa place, Margaret Duval, une journaliste par qui toute l'affaire a débuté, vient parler aux femmes présentes dans la salle. Elle commence à détailler toute l'histoire dans un long flashback.
Envoyée enquêter sur la famille du chanteur par sa rédaction, elle surprend dans un cabaret une conversation entre Franck Reno et sa mère, fille du baron Richard de Valirman. Ce dernier, après une nouvelle attaque (dont il se remet toujours), veut pardonner à Franck après l'avoir renié trois ans plus tôt.
Précédemment courtisée par Christian, le frère de Franck, Margaret se laisse inviter dans le château familial le même week-end que Franck Reno. Il s'ensuit un chassé croisé entre Christian, Margaret qui va tomber amoureuse de Franck, lui aussi sous le charme de la journaliste, Laurie Touquet, la fiancée de Christian, que celui-ci ne veut pas perdre pour autant...
L'extravagant baron et toute sa maisonnée suivent ces pérégrinations entre les soirées de notables, les parties de campagnes à vélo et les appels secrets de la journaliste à la rédaction. Après une nuit de quiproquos entre les quatre amoureux et des accusations croisée d'infidélité, les familles décident de marier Franck Reno et Laurie Touquet afin de préserver leurs intérêts et de sauver les apparences. Marguerite s'enfuit, aidée par Christian.
La soirée de fiançailles de Franck et Laurie, qui ont accepté de se marier par dépit et vengeance après avoir s'être cru trompés, coïncide avec la soirée prévue pour les fans : Margaret achève son récit.
Mais ces fiançailles permettent au contraire de réconcilier Christian et Laurie, le baron accepte que son petit-fils soit une vedette de la chanson et Franck part rejoindre Margaret sur scène pour la plus grande joie de ses admiratrices, finalement convaincues par le bonheur de leur idole.

## Fiche technique
- Titre : Pas de week-end pour notre amour
- Réalisation : Pierre Montazel, assisté de Jean-Paul Sassy
- Scénario, adaptation et dialogues : Pierre Montazel
- Décors : Jean d'Eaubonne
- Costumes : Jacques Heim, Marcelle Desvignes, Marcelle Dormoy
- Photographie : Roger Dormoy
- Son : Jean-Roger Bertrand
- Montage : Marcelle Lloret, Étiennette Muse
- Musique : Roger Lucchesi
  - Chansons : Roger Lucchesi, Mireille Brocey, Pierre Guillermin (éditions Semi)
- Production : Guy Lacourt
- Société de production : Gloria Films
- Société de distribution : UFPC
- Pays d’origine :  France
- Format : noir et blanc - 1,37:1 - 35 mm - son mono (Omnium Sonore, système Euphonic)
- Genre : comédie
- Durée : 96 minutes
- Date de sortie : 
  - France : 23 janvier 1950

## Distribution
- Luis Mariano : Franck Reno, leur fils
- Maria Mauban : Margaret Duval
- Jules Berry : le baron Richard de Valirman
- Denise Grey : Gabrielle, sa fille
- René Stern : M. Alvarez, mari de Gabrielle
- Bernard Lajarrige : Christian, leur autre fils
- Louis de Funès : Constantin, domestique du baron
- Anne Laurens : Laurie Touquet, fiancée de Christian
- Jean Ozenne : Bertrand Touquet, son père
- René Berthier : le docteur Étoffe
- Jean Hebey : Robert Renfort, directeur de journal
- Colette Georges : Hélène, amie de Laurie
- Germaine Stainval : une invitée
- Manuel Gary : Léon, secrétaire de Franck
- José Casa : le brigadier
- Maurice Regamey : le patron du Casanova
- Jean Carmet : le pianiste malade
- Paul Temps : le speaker
- Édouard Francomme : le braconnier
- Joe Davray : un invité
- Charles Bayard : un gentleman au préambule
- Bernard Farrel

## Chansons du film
- Les Nuits de Sant-Sébastien
- Une femme de Paris
- Ma petite infante
- C'est magique
- Pas de week-end pour notre amour